# Kvačany, Liptovský Mikuláš
Kvačany este o comună slovacă, aflată în districtul Liptovský Mikuláš din regiunea Žilina. Localitatea se află la altitudinea de 623 m deasupra n.m., se întinde pe o suprafață de 22,44 km2 și în 2017 număra 539 de locuitori.

## Istoric
Localitatea Kvačany este atestată documentar din 1286.

## Demografie
| An:                | 1994 | 2004   | 2014   | 2024   |
| ------------------ | ---- | ------ | ------ | ------ |
| Număr de persoane: | 573  | 555    | 567    | 553    |
| Diferență:         |      | −3,14% | +2,16% | −2,46% |

| An:                | 2023 | 2024   |
| ------------------ | ---- | ------ |
| Număr de persoane: | 549  | 553    |
| Diferență:         |      | +0,72% |